# Didier Ya Konan
Didier Ya Konan (ur. 25 lutego 1984 w Abidżanie) – piłkarz z Wybrzeża Kości Słoniowej grający na pozycji napastnika.

## Kariera klubowa
Karierę piłkarską rozpoczął w klubie Olympic Sport Abodo. W 2003 roku przeszedł do jednego z najbardziej utytułowanych klubów w kraju, ASEC Mimosas i wtedy też zadebiutował w jego barwach w iworyjskiej Premiere Division. W tym samym roku wywalczył z ASEC mistrzostwo Wybrzeża Kości Słoniowej, a także zdobył Puchar Wybrzeża Kości Słoniowej. W latach 2004–2006 ponownie zostawał mistrzem kraju, a w 2005 roku po raz drugi zdobywcą krajowego pucharu.
Na początku 2007 roku przeszedł do norweskiego Rosenborga Trondheim, z którym podpisał trzyletni kontrakt. W norweskiej Tippeligaen zadebiutował 9 kwietnia 2007 roku w zremisowanym 1:1 wyjazdowym spotkaniu z Vikingiem. Od czasu debiutu był podstawowym zawodnikiem Rosenborga. Jesienią 2007 wystąpił z nim w fazie grupowej Ligi Mistrzów. W Rosenborgu grał do lata 2009 roku. Łącznie w barwach tego klubu rozegrał 50 meczów i strzelił 13 goli.
W sierpniu 2009 roku został piłkarzem niemieckiego Hannoveru 96. Kosztował 550 tysięcy euro i podpisał z tym klubem trzyletnią umowę. W Bundeslidze swój debiut zanotował 15 sierpnia 2009 roku w meczu z 1. FSV Mainz 05 (1:1). 19 września 2009 roku strzelił pierwszego gola na niemieckich boiskach – w spotkaniu z Borussią Dortmund (1:1).
W 2014 roku Konan Ya przeszedł do klubu Ittihad FC. W 2015 wrócił do Hannoveru, a następnie trafił do zespołu Fortuna Düsseldorf.
| Sezon   | Klub               | Kraj                     | Rozgrywki        | Mecze | Bramki |
| ------- | ------------------ | ------------------------ | ---------------- | ----- | ------ |
| 2003    | ASEC Mimosas       | Wybrzeże Kości Słoniowej | Premier Division | 3     | 0      |
| 2004    | ASEC Mimosas       | Wybrzeże Kości Słoniowej | Premier Division | 17    | 3      |
| 2005    | ASEC Mimosas       | Wybrzeże Kości Słoniowej | Premier Division | 23    | 3      |
| 2006    | ASEC Mimosas       | Wybrzeże Kości Słoniowej | Premier Division | 22    | 11     |
| 2007    | Rosenborg BK       | Norwegia                 | Tippeligaen      | 20    | 6      |
| 2008    | Rosenborg BK       | Norwegia                 | Tippeligaen      | 22    | 6      |
| 2009    | Rosenborg BK       | Norwegia                 | Tippeligaen      | 8     | 1      |
| 2009/10 | Hannover 96        | Niemcy                   | Bundesliga       | 25    | 9      |
| 2010/11 | Hannover 96        | Niemcy                   | Bundesliga       | 28    | 14     |
| 2011/12 | Hannover 96        | Niemcy                   | Bundesliga       | 28    | 6      |
| 2012/13 | Hannover 96        | Niemcy                   | Bundesliga       | 28    | 7      |
| 2013/14 | Hannover 96        | Niemcy                   | Bundesliga       | 16    | 3      |
| 2014/15 | Ittihad FC         | Arabia Saudyjska         | Premier League   | 6     | 2      |
| 2014/15 | Hannover 96        | Niemcy                   | Bundesliga       | 7     | 1      |
| 2015/16 | Fortuna Düsseldorf | Niemcy                   | 2. Bundesliga    | 20    | 4      |
| 2016/17 | Fortuna Düsseldorf | Niemcy                   | 2. Bundesliga    | 0     | 0      |

## Kariera reprezentacyjna
W reprezentacji Wybrzeża Kości Słoniowej Konan Ya zadebiutował 8 października 2006 roku w wygranym 5:0 meczu eliminacji do Pucharu Narodów Afryki 2008 z Gabonem.